# پیش‌ماده

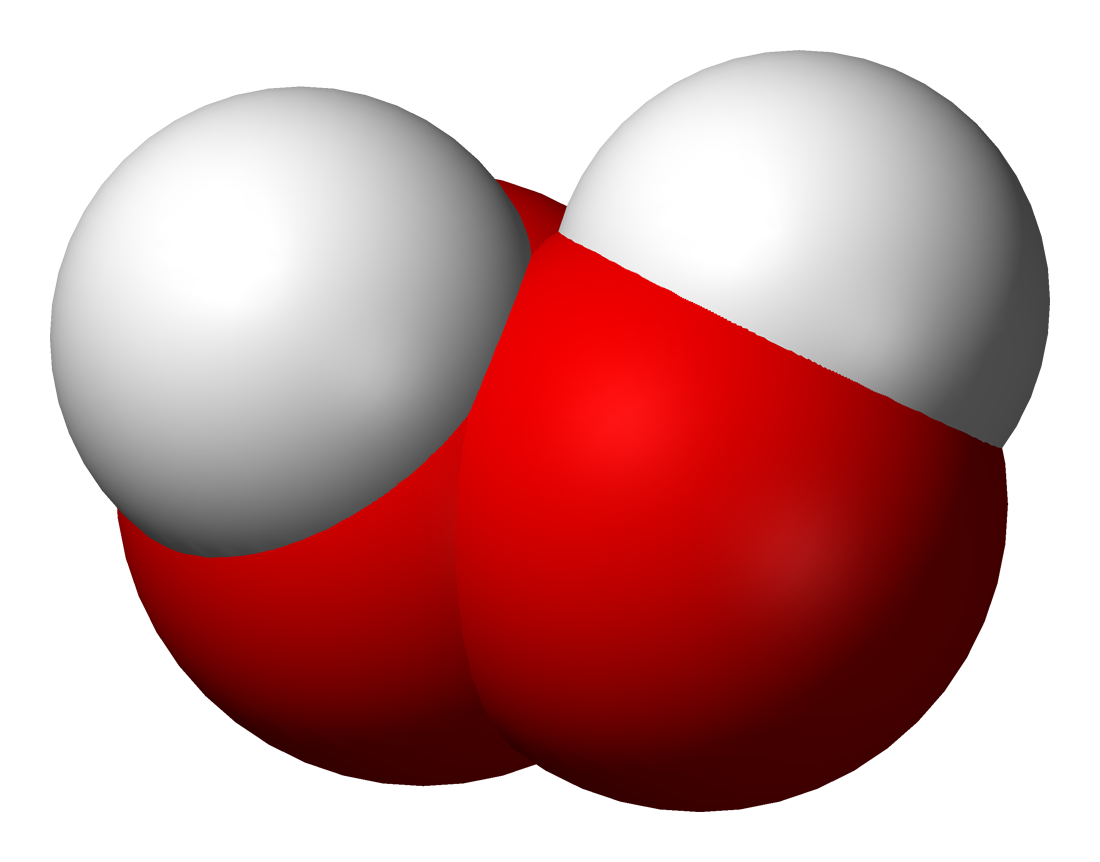
هیدروژن پروکسید

پیش‌ماده (انگلیسی: Precursor) به ترکیبی در شیمی گفته می‌شود که در واکنش شیمیایی شرکت کرده و ترکیب نویی را می‌سازد.
تعریف پیش‌ماده اما در زیست‌شیمی کمی متفاوت است و به ترکیبی گفته می‌شود که ترکیب دیگری را در مسیر سوخت و ساز پیش ببرد.
کنترل پیش ماده در داروسازی اهمیت بسیاری دارد.